# Ulrich Farner
Ulrich Farner (* 1. August 1855 in Oberstammheim; † 21. Juli 1922 in Kilchberg) war ein Schweizer Journalist und Mundartschriftsteller, der dramatische Volksstücke verfasste.

## Leben

### Familie
Ulrich Farner war der Sohn des Spenglermeisters und Landwirts Hans Ulrich Farner.
Seit 1876 war er in erster Ehe mit Albertine, Tochter von Hans Heinrich Honegger verheiratet, bis die Ehe 1878 geschieden wurde. In zweiter Ehe heiratete er am 16. Oktober 1884 Bertha Adelina, Tochter des Schneiders und Textilkaufmanns Georg Böckli; gemeinsam hatten sie drei Söhne, die 1912 acht Menschen vor dem Ertrinken retten konnten.
In Zürich war er in der Sternenstr. 16 wohnhaft.
1906 siedelte er in die Villa des Dichters Conrad Ferdinand Meyer, die er erworben hatte, nach Kilchberg über.

### Werdegang
Nachdem er eine kaufmännische Ausbildung in Schaffhausen und Zürich erhalten hatte, war Ulrich Farner als kaufmännischer Angestellter in Lyon und in Mailand tätig; Ende 1876 kehrte er in die Schweiz zurück und betätigte sich bis 1879 als Kaufmann, bevor er begann als Schriftsteller zu publizieren.
Um 1880 gründete er in St. Gallen die Illustrierte Schweizerische Volkszeitung, war Redakteur der von ihm 1881 gegründeten zweimal monatlich erscheinenden Militärzeitschrift Der Wehrmann, war 1883 Redakteur der von ihm gegründeten Wochenzeitschrift Schweizerische Freie Volkszeitung und war von 1885 bis 1886 Redakteur der 1884 gegründeten Schweizerischen Allgemeinen Volkszeitung (heute Glückspost) in Zofingen, die von Jean Frey (1861–1951) herausgegeben wurde.
1887 war er Redakteur der Monatszeitschrift Die Helvetischen Literaturblätter, trat 1892 als Redakteur der Schweizerischen Handelszeitung zurück und wurde 1893 Redakteur der Rundschau für Handel und Industrie. Von 1898 bis 1900 war er Redakteur des Posthorn, später in Union umbenannt, dem Vereinsorgan des Vereins schweizerischer Post, Telegraphen- und Zollangestellter; in dieser Funktion gründete er eine Ferienkasse, in der Vereinsmitglieder kleine Beiträge einzahlen konnten, um bei späteren Kuren die Kurtaxe zahlen zu können.
Später betätigte er sich auch als freier Journalist.
1899 war er Redakteur der Schweizerischen Soldatenblätter sowie von 1899 bis 1906 Redakteur der Schweizerischen Wochen-Zeitung.
Er redigierte 1901 das Blatt Wetterkanone, das als Konkurrenzblatt zum Nebelspalter gedacht war, 1903 übernahm er die Redaktion des Wochenblatts Schweizer Hauszeitung, das er sieben Jahre lang bis 1910 führte; in dieser Zeit übernahm er auch 1906 die Redaktion des Boten von Uster und siedelte hierfür von Bendlikon bei Kilchberg nach Uster.
Er war Anfang Januar 1909 Redakteur des Schweizerischen Schützenfreundes und redigierte 1910 die Illustrierten Schweizerischen Jugendblätter.
1887 erfolgte seine Beförderung zum Hauptmann der Infanterie.

### Schriftstellerisches Wirken
Ulrich Farner verfasste aus seinen eigenen Erfahrungen Beiträge zur Militärliteratur, so unter anderem 1881 ein Handbuch für den schweizerischen Infanterie-Unteroffizier, seit 1894 den regelmässig erscheinenden Schweizerischen Wehr- und Landsturm-Soldaten-Kalender und 1895 Ueber den Kinzigpaß, in der er eine Militärübung vom 6. September 1894 sowie den Übergang des russischen Generals Alexander Wassiljewitsch Suworow von 1799 schildert. Unter anderem war er auch als Manöverberichterstatter tätig.
Er veröffentlichte zudem eine hohe Anzahl von hochdeutschen und auch Dialektlustspielen, unter anderem 1894 Die Bettel-Urschel, das 1905 im Dramatischen Verein Zürich uraufgeführte Stück E moderni Familie, 1907 D'r Ehrengast und 1908 zum 500-jährigen Gründungsfest von Stäfa das Volksschauspiel Stäva, an deren Aufführung im Sommer 1908 ungefähr 600 Personen beteiligt sein sollten, allerdings kam es aus finanziellen Gründen nicht zur Aufführung.
Er verfasste auch weitere Romane und Erzählungen, die meist patriotisch-historische Inhalte behandelten.

## Mitgliedschaften
1877 gehörte Ulrich Farner dem Turnverein Alte Sektion an und war dort Chef des Untervereins Maya, der in der Öffentlichkeit verschiedene künstlerische Darbietungen zeigte.
Er wurde 1899 zum Ehrenmitglied der Unteroffiziersgesellschaft aller Waffen ernannt.
Er gründete 1899 die Gesellschaft Eigenheim, die dazu diente, Kapital bereitzustellen, um Häuser ankaufen zu können.
Er war 1899 Generalsekretär des Organisationskomitees, dessen Präsident Oberst Ulrich Wille war, das das im Juni stattfindende Deutsche Journalisten- und Schriftstellerfest in Zürich vorbereitete.
Die Vereinigung der Freien Journalisten, der Zürcher Pressverband, ernannte ihn 1899 zum ersten Sekretär des Vorstands und 1907 zu ihrem Präsidenten; 1911 trat er von diesem Amt wieder zurück, worauf ihm Rudolf Lüdi (1873–1942) folgte.
1907 wurde er als Aktuar in den Vorstand des Lesevereins Kilchberg gewählt; im selben Jahr organisierte er das Grosse Seesängerfest in Meilen, an dem 500 Personen mitwirkten.
Die Militärvereinigung Zürich ernannte ihn 1911 in Anerkennung seiner Verdienste um das schweizerische Wehrwesen und um die Militärvereinigung der Stadt Zürich zu ihrem ersten Ehrenmitglied.

## Ehrungen und Auszeichnungen
- Ulrich Farner erhielt 1903 für sein Lustspiel E moderni Familie vom Preisgericht des Schweizerischen Dramatischen Vereins ein Preisgeld in Höhe von 150 Schweizer Franken[46].
- 1906 erhielt er für seine Mitarbeit als Präsident der Festspielkommission[47][48] und Verfasser[49][50] des Eidgenössischen Sängerfestes 1905, an dem 2.600 Personen als Spielpersonal teilnahmen[51], vom Sängerverein Harmonie Zürich und des Männerchors Zürich[52] einen silbernen Becher überreicht[53].

## Schriften (Auswahl)
- Rudolf Kilchsperger; Ulrich Farner (Hrsg.): Rudolf Kilchsperger’s Sämmtliche Dichtungen. Zürich: Schmidt, 1874.
- Entwurf eines eidgenössischen Militär-Turn-Reglements für Schulen, Turnvereine und Militär-Kurse: Von einem Milizoffizier und Turner. Trüb: Th. Schröter, 1880.
- Handbuch für den schweizerischen Infanterie-Unteroffizier. Zürich: Trüb, 1881.
- De lätz Herr Meyer: Lustspiel in einem Aufzuge. Zürich: C. Schmidt, 1883.
- Es Gheimniss us em Niederdorf und us der Schottelgass oder De Vetter us Batavia: Lustspiel in 2 Aufzügen. Zürich: C. Schmidt, 1883.
- Die III. und V. Armeedivision im Felde: eidgenössischer Truppenzusammenzug vom 1. bis 19. September 1885. Zofingen: Jean Frey, 1885.
- De Vetter Liederli: Es Lustspieli i vier Ufzüge. Zürich: C. Schmidt, 1885.
- Die Bettel-Urschel. Volksschauspiel. Zürich: C. Schmidt, 1886.
- Die Sonderbundsbraut, oder: Die St. Galler Lise. Volks-Schauspiel in drei Aufzügen. St. Gallen, 1886.
- De rächt Herr Meyer, oder, Wer ander Lütt aschwärzt, wird selber schwarz: Schwank in 1 Aufzug. Zürich: C. Schmidt, 1887.
- Säg au Rägi! Es Lustspiel i 4 Ufzüge. Zürich: C. Schmidt, 1888.
- D’r letsti Postillon vom St. Gotthard: es Volksgmäld mit Gsang und Tanz i vier Ufzüge. Zürich: C. Schmidt, 1888.
- D’ Dorfhex vo Tribeldinge: es Volksstück mit G'sang i vier Ufzüge. Glarus: Vogel, 1890.
- Geschwornen Eiden treu! Ein historisches Schauspiel in vier Aufzügen. Zofingen: Francke, 1893.
- Allschlaraffia: Ein Festspiel in einem Aufzug. Zürich: Geheime Reychsdruckerei der Turicensis, 1893.
- D’r Sigrist vo Mariastei: es Schauspiel i 2 Ufzüge u. 4 Traumbilder. Leipzig: Caspar Schmidt, 1894.
- Eidgenössische Grenzbesetzung und Internierung der französischen Ostarmen im Kriegsjahr 1870/71. Grüningen: J. Wirz, 1895.
- Ueber den Kinzigpaß. Im Selbstverlag 1895.
- Die Braut auf Hohenklingen. Vaterländisches Volksschauspiel in 3 Abtheilungen. Zürich: C. Schmidt, 1896.
- Bilder aus Pestalozzi’s Leben. Ein Festspiel in 1 Aufzug mit lebendigen Bildern. Zürich: C. Schmidt, 1896.
- Geschwornen Eiden treu! ein historisches Schauspiel in vier Aufzügen. Aarau: H. R. Sauerländer & C., 1896.
- S’Babeli vom Zürichsee. Schwank in 1 Aufzug. Zürich: C. Schmidt, 1897.
- Der "Harmonie Zürich" Sängerfahrt nach Süd- und Mitteldeutschland im Mai 1898. Zürich: C. Schmidt, 1898.
- Ulrich Farner; Francesco Cattabeni: Prinzess Tausendschön: Eine Kinder-Komödie mit Gesang und Tanz in 2 Aufzügen. Zürich: C. Schmidt, 1899.
- Die Sonderbundsbraut oder Die St. Galler Lise: Volks-Schauspiel in drei Aufzügen. Zürich: C. Schmidt, 1899.
- ‘S Vreneli vom Thunersee: en Schwank mit Musik und Tanz in 1 Ufzug. Zürich: C. Schmidt, 1899.
- Das Baden in alter und neuer Zeit. Zürich: Verlag der Bade-, Kur- und Wasserheilanstalt Mühlebach, 1900.
- De Vetter Liederli: es Lustspieli i vier Ufzüge. Zürich: C. Schmidt, 1900.
- D'Babette mues Gotte sii: es Dialektlustspiel in 1 Ufzug. Zürich: Justus Rebsacker, 1900.
- Schwizer Denkmalreige: ein Ausstattungstück. Zürich, 1900.
- De Sorgebrecher: e Sammlig vo ernste n und lustige Gedicht, Solovorträg und Theaterstuck für Familiealäss und Vereinsuffüehrige. Zürich: Hebsacker, 1900.
- De Spion vo Meyerskappel! Vaterländisches Volksschauspiel i 4 Akte mit Gesang und Tanz. Zürich: C. Schmidt, 1901.
- Der Narr der Andern: Schauspiel in 4 Aufzügen. Zürich: Jean Frey, 1902.
- E moderni Familie. Lustspiel in 3 Akten in Zürcher Mundart. Zürich: C. Schmidt, 1903.
- Korporal raus! Zürich: C. Schmidt, 1903.
- De Turner Lehme, oder, E Nacht im Gmischte Chor: Dialekt-Lustspiel i 2 Ufzüge. 1904.
- De Tag vo Vögelisegg: E Volksschauspiel mit Gsang und Tanz in 1 Ufzug. Zürich: C. Schmidt, 1904.
- Ein Trachtenfest in Appenzell Innerrhoden, doi:10.5169/seals-575324#471. In: Die Schweiz, Band 8. 1904.
- Santa Lucia. Ein Schwank mit Gesang in einem Aufzug. St. Gallen: Zweifel-Weber, 1905.
- Ulrich Farner’s Fraue Theater: ernsti und heiteri Gedicht und dramatischi Gspäss zom Vorträge-n-und Uffiehre bi fröhliche Anlässe. Zürich: Schweizer Druck- u. Verlagshaus, 1902–1906 (3 Bände).
- Nach Tausend und Einhundert Jahren: Ein Reigenspiel für das Eidgenössische Sängerfest in Zürich 1905. Zürich: Aut. H. Rüegg & Co., 1905.
- De Schatz im Klönthalsee: Es Dialektstück mit Gsang und Tanz in eim Ufzug. Glarus: Schweizer Verlags-Anstalt, 1906.
- Der Mönch vom Wildkirchli: eine tragikomische Ballade; De Manöverchaste: humoristische Soldateszene in 1 Ufzug. Zürich: Justus Hebsacker, 1907.
- D’r Ehregast. Es Dialektlustspiel mit Gesang und Tanz i 2 Ufzüge. Aarau: H. R. Sauerländer & Co., 1907.
- Min Gruess a d'Alpe; Schuelunterricht mit Hindernisse. Zürich: Justus Hebsacker, 1907.
- Zürcher Oberländer-Bergzauber. Wald: H. Hess, 1908.
- Dr überlistet Hannis: es Dialektlustspiel in eim Ufzug. Zürich: Hebsacker, 1908.
- Stäva: ein Volksfestspiel in 4 Akten und 7 Bildern zum 500jährigen Jubiläum der Gemeinde Stäfa. Stäfa: Verlag des Volksschauspielvereins Stäfa, Buchdruckerei Stäfa A.-G., vorm. G. Gull, 1908.
- De Mehlzollkonflikt oder 's Müllers Buechhalter. Gossau: Helfenberger, 1909.
- s’Roseli ab em Guggisberg: Volksschauspiel mit G'sang und Tanz i 3 Akte. Aarau: Sauerländer, 1910.
- E lustigi Manöver-Nacht. En Schwank mit Gsang und Tanz in eim Ufzug. Aarau, H. R. Sauerländer & Co., 1910.
- En lustige Handwerksburschestreich. En Schwank in 1 Ufzug für 5 Herre und 1 Dame. Zürich: Hebsacker, 1910.
- De Corpsstudent: Es Lustspiel in eim Ufzug. Zürich: Schweizer Druck- & Verlagshaus, 1912.
- D’Schwizer Deklamatorin: e Sammlig vo humoristische und ernste Vorträg für Fraue und Töchtere. Zürich: Justus Hebsacker, 1912.
- Unser täglich Brot: Ein Festspiel zu Ehren der Schweizerischen Bäckerei- und Konditorei-Ausstellung 1913 in Zürich. Zürich: J. Frey, 1913.
- ‘s Grittli Napolion: es Dialekt-Lustspiel mit Gsang und Tanz i zwei Ufzüge. Zürich: Schweizer Druck- u. Verlagshaus, 1913.
- Landesweihe: ein Festspiel mit Prolog. Zürich: Genossenschaftsdruckerei, 1913.
- Des Bachtels Gruss aus alter und neuer Zeit: Ein Festspiel zu Ehren des Bezirkgesangfestes in Hinwil 1913. Hinwil: A. Camenisch, 1913.
- De Hochsig-Hanis En Schwank in eim Ufzug. Aarau: Sauerländer, 1914.
- s’ Schweizer-Ueberbrettl: e Sammlig vo humoristische Deklamatione und Theaterstückli. Zürich: Schweizer Druck- u. Verlagshaus, 1920.
- Heimatlos: es Dialektlustspiel mit schriftdütschem Zwischespiel in eim Ufzug. Zürich: Schweizer Druck- u. Verlagshaus, 1920.
- En schöne Durenand: en Gspass in eim Ufzung. Zürich: Zürich, J. Hebsacker 1921.
- Es Tante-Trio. En Schwank in einem Akt. Zürich: J. Hebsacker 1921.
- Im Reiche der Typographia. Ein Festreigenspiel zum 75. Jubiläum der Typographia Zürich 1921. Zürich: Typographia Zürich, 1921.